# Pierre François Joseph Durutte
Pierre François Joseph Durutte, född 13 juli 1767, död 13 juli 1827, var en fransk militär, från 1809 baron och från 1813 greve.
Durutte utmärkte sig under revolutionskrigen, blev 1803 generallöjtnant men föll sedan i onåd. Först från 1809 användes han på nytt och försvarade 1814 Metz ända till freden. 1815 slöt han sig åter till Napoleon men fick vid bourbonernas återkomst avsked.